# La tana (film)
La tana (La madriguera) è un film del 1969 diretto da Carlos Saura.